# 沃里耶馬灣
沃里耶馬灣是俄羅斯和挪威之間的海灣，位於科拉半島西北岸的巴倫支海，長2公里、寬600米，該海灣在1920年至1944年期間是芬蘭和挪威接壤的邊界。
69°46′55″N 30°49′39″E / 69.78194°N 30.82750°E